# Kwasy fenolowe

Wzór ogólny kwasu hydroksybenzoesowego

Wzór ogólny kwasu hydroksycynamonowego

Kwasy fenolowe (kwasy fenolokarboksylowe, fenolokwasy) – grupa organicznych związków chemicznych, do której należą związki zawierające pierścień fenolowy i resztę kwasu karboksylowego (C1–C6).
Do kategorii kwasów fenolowych należą kwasy monohydroksybenzoesowe, kwasy dihydroksybenzoesowe (kwas gentyzynowy, kwas protokatechowy) i kwasy trihydroksybenzoesowe (kwas galusowy, kwas floroglucynowy). Kwasy te (w szczególności kwas galusowy) są składnikiem hydrolizowalnych tanin.

## Występowanie
Kwasy fenolowe są obecne w wielu gatunkach roślin. Ich znaczną ilość można znaleźć w suszonych owocach. Fenole występujące Macrotyloma uniflorum, w roślinie z rodziny bobowatych, niemal wszystkie należą do kwasów fenolowych, są to między innymi kwas protokatechowy, kwas p-hydroksybenzoesowy, kwas wanilinowy, kwas kawowy, kwas kumarowy, kwas ferulowy, kwas syryngowy i kwas synapinowy.
Kwasy fenolowe mogą także występować w grzybach podstawkowych. Kwasy te wchodzą także w skład kwasów humusowych obecnych w próchnicy glebowej.

## Przykłady
- Pochodne kwasu hydroksybenzoesowego obejmują, m.in. kwas galusowy (R1 = OH, R2 = OH) i kwas wanilinowy (R1 = OCH3, R2 = H).
- Pochodne kwasu hydroksycynamonowego obejmują, m.in. kwas ferulowy (R1 = H, R2 = OCH3) i kwas kawowy (R1 = H, R2 = OH).